# تنپوکو
تنپوکو (به ژاپنی: 天福 Tenpuku) نام یک عصر تاریخی ژاپنی بود. این عصر بعد از جوئی (دوره کاماکورا) و قبل از بونریاکو قرار داشت و از آوریل ۱۲۳۳ تا نوامبر ۱۲۳۴ میلادی به طول انجامید. در طی این عصر امپراتور شیجو، امپراتور ژاپن بود.